# Баранчик (село)
Баранчик — село в Должанском районе Орловской области России.
Входит в Вышнее Ольшанское сельское поселение в рамках организации местного самоуправления и в Вышнеольшанский сельсовет в рамках административно-территориального устройства.

## География
Расположено в 16 км к северу от райцентра, посёлка городского типа Долгое, и в 137 км к юго-востоку от центра города Орёл.

## Население
| 2002 | 2010 |
| ---- | ---- |
| 317  | ↘230 |

Согласно результатам переписи 2002 года, в национальной структуре населения русские составляли 92 % от жителей.